# Copris imitans
Copris imitans är en skalbaggsart som beskrevs av Felsche 1910. Copris imitans ingår i släktet Copris och familjen bladhorningar. Inga underarter finns listade i Catalogue of Life.